# Iwan Portnow
Iwan Borisowicz Portnow (ros. Иван Борисович Портнов, ur. 2 lutego?/15 lutego 1905 we wsi Mołczanowo w guberni niżnonowogrodzkiej, zm. 9 maja 1966 w Iwanowie) – funkcjonariusz radzieckich organów bezpieczeństwa, generał major.

## Życiorys
Od września 1924 do maja 1937 w Wydziale Transportu Drogowego GPU stacji Ługańsk i Debalcewe i w Wydziale Transportowym Zarządu Bezpieczeństwa Państwowego (UGB) miejskiego oddziału GPU/NKWD w Artiomowsku, 1925-1929 członek Komsomołu. Od kwietnia 1937 do września 1939 w Wydziale Transportu Drogowego NKWD Kolei Północno-Kaukaskiej Głównego Zarządu Bezpieczeństwa Państwowego, od 1938 w WKP(b), 11 kwietnia 1939 mianowany starszym porucznikiem bezpieczeństwa państwowego. We wrześniu-listopadzie 1939 oficer śledczy i starszy oficer śledczy Wydziału Śledczego Głównego Zarządu Ekonomicznego NKWD ZSRR, od 2 listopada 1939 kapitan bezpieczeństwa państwowego i szef Zarządu NKWD obwodu czytyjskiego, od 26 lutego do 31 lipca 1941 szef Zarządu NKGB obwodu czytyjskiego, od 31 lipca 1941 do 21 marca 1949 szef Zarządu NKWD/MSW obwodu czytyjskiego, od 17 października 1942 w stopniu majora, od 14 lutego 1943 komisarza bezpieczeństwa państwowego, a od 9 lipca 1945 generała majora. Od 21 marca 1949 do 26 sierpnia 1956 szef Zarządu MSW obwodu iwanowskiego.

## Odznaczenia
- Order Lenina
- Order Czerwonego Sztandaru (trzykrotnie, w tym 20 września 1943 i 3 listopada 1944)
- Order Czerwonej Gwiazdy (26 kwietnia 1940)
- Odznaka "Zasłużony Funkcjonariusz NKWD" (4 lutego 1942)

I 4 medale.